# Jaguar Energy
Jaguar Energy Guatemala es una empresa propietaria de la planta de generación eléctrica a base de carbón mineral, localizada en Tierra Colorada, Masagua, Escuintla, contigua a la comunidad de San Miguel Las Flores y a 25 kilómetros del Puerto de San José. Es subsidiaria de la estadounidense Ashmore Energy International Ltd.(AEI). Fue registrada en Guatemala a principios de 2008. La planta, con un costo estimado de US$750 millones, producirá 300 megavatios. La energía producida se venderá a Energuate, la distribuidora de electricidad más grande en Guatemala, subsidiaria del británico fondo de inversiones ACTIS.

## Historia

### Licitación inicial
En noviembre de 2007, DEORSA y DEOCSA lanzaron una licitación internacional con la intervención de la Comisión Nacional de Energía Eléctrica (CNEE). El 5 de mayo de 2008, las distribuidoras celebraron un Contrato de abastecimiento de Potencia con Opción de Compra de Energía Eléctrica, por un plazo de quince años.  El proceso de licitación se desarrolló de acuerdo con los requisitos y condiciones establecidos por el consorcio interesado (DEORSA y DEOCSA) y fue avalado en todo momento por la Comisión Nacional de Energía Eléctrica, el ente Administrador del Mercado Mayorista y el Ministerio de Energía y Minas.
El Proyecto contemplaba la licitación de una producción eficiente de 300MW de los cuales únicamente 200MW estarían al servicio del ente licitador y la restante energía/portencia podría ser sujeta de libre comercialización por parte de la institución beneficiada con el contrato.
Actualmente el contrato se desarrolla en beneficio de la empresa ENERGUATE que surgió como parte de un proceso de venta de los activos y operaciones de DEORSA y DEOCSA en Guatemala.

### Financiamiento del proyecto
El financiamiento aprobado para la construcción de la planta de Jaguar Energy fue US$350 millones; aprobado en 2010, los fondos provenían de un crédito sindicado otorgado por Banca de Inversión Bancolombia Corporación Financiera S.A. (BI Bancolombia) y el Banco Centroamericano de Integración Económica (BCIE). El proceso de financiación para el Proyecto Jaguar, fue estructurado en sólo tres meses, en un momento de crisis financiera internacional desatada tras la quiebra del banco de inversión Lehman Brothers Holdings en 2008. En el financiamiento sindicado a Jaguar Energy participaron bancos comerciales y organismos multilaterales de carácter regional e internacional de Estados Unidos, Costa Rica, Guatemala, Panamá y Colombia. El crédito sindicado se logró además luego que Jaguar Energy fallara en lograr otro crédito sindicado de US$445 millones, el cual fue negociado desde 2008 con el Banco Interamericano de Desarrollo (BID) con dos créditos Tipo A de US$60 millones y Tipo B de US$245 millones. Para el resto del crédito se negoció con BNP Paribas de Brasil, Mizuho Bank de Japón y Scotiabank de Canadá.
Ahora bien, el crédito del BCIE no habría sido usado por Jaguar Energy, la que en su Memoria de Labores de 2010, indicó que el préstamo aprobado solo por el BCIE en febrero de 2010, fue por $70.0 millones. El valor total de la sindicación ascendía para ese entonces a $758.3 millones. El resto del financiamiento, además de lo aprobado en el crédito sindicado, provendría de negociaciones de AEI y de la empresa contratada para la construcción de la planta: CMNC, de la República Popular de China, que aportaría US$200 millones.  Sin embargo, el contrato con la empresa china fue rescindido luego de una fuerte batalla, tras supuestos incumplimientos de Jaguar que amenazaron a la transnacional AEI con perder sus activos en la planta generadora, debido a los términos contractuales.

### Generación con carbón mineral
El proyecto de Jaguar Energy se justificó a partir de la creciente demanda de electricidad en Guatemala, el proceso de electrificación de ese país centroamericano y el surgimiento de grandes proyectos de inversión que requerían electricidad bajo la garantía de un suministro continuo y de bajo precio. Los agronegocios y la industria extractiva eran parte de esa demanda. Las plantas de generación eléctrica a base de carbón comenzaban a ganar terreno debido a que, junto a las hidroeléctricas, representan la generación de menor costo, de más rápido retorno de capital y de grandes márgenes de ganancias. En el caso de Jaguar Energy, la planta operará con carbón y coque de petróleo.
Uno de los compromisos de Jaguar Energy con el gobierno de Guatemala y el Ministerio de Ambiente y Recursos Naturales de ese país (MARN) es la reducción de emisión de CO2 (dióxido de carbono) dado que el carbón está considerado la materia prima de generación eléctrica más contaminante en el mundo. El proyecto Jaguar Energy tiene muchas especificaciones técnicas al respecto, y se ha publicitado como amigable al ambiente. Uno de los aspectos promovidos es que las dos plantas carboneras de barcaza de la empresa Puerto Quetzal Power, S.A., la cual es propiedad de AEI, reduzcan su generación y las altas emisiones de CO2 que producen.
En 1993 Puerto Quetzal Power firmó un contrato de suministro de electricidad a la Empresa Eléctrica de Guatemala (EEGSA), por más de 200 MW. Fue el primer firmado y la primera empresa en instalarse en Guatemala en el marco del proceso de privatización del sector eléctrico iniciado por el gobierno de Jorge Serrano Elías.

## Retención de ciudadanos chinos
La reclusión y liberación de setenta y ocho chinos de un albergue migratorio en la zona 5 de la Ciudad de Guatemala es un episodio del pleito legal que libra Jaguar Energy con China Machine New Energy Corporation (CMNC) por la propiedad de la planta generadora de energía en Masagua, Escuintla.
Mientras JEG planteó un recurso que movilizó a tres instituciones estatales para sacar a los trabajadores chinos de las instalaciones de la generadora y enviarlos a un proceso que amenazó con la deportación de los extranjeros, el representante de CMNC logró que un fallo de última hora de la Sala Primera de Apelaciones ordenara la liberación de sus trabajadores.
Entre los trabajadores había profesionales y técnicos especializados originarios de la República Popular China. No se especificó cuántos puestos se abrían ni durante cuanto tiempo, porque esto dependía del tiempo que tomara la construcción del proyecto y el inicio de sus operaciones. Su petición fue aceptada a través del Acuerdo Ministerial 08-2012, emitido por la cartera de Trabajo el 4 de enero de 2012.
El documento hace constar que el Gobierno de Guatemala autoriza a China Machine New Energy Corporation a contratar los servicios temporales, desde tres meses hasta dos años, de técnicos especializados para la construcción y montaje de la planta de generación de energía eléctrica a base de carbón. El acuerdo terminaba cuando la planta estuviera en funciones y se cuente con personal guatemalteco para manejarla. CMNC los ubicó en unos campame tos para que vivieran dentro de la planta en Masagua; según los abogados de CMNC, desde que el acuerdo entró en vigencia se habrían tramitado más de ochocientas cencias de trabajo.
El 20 de junio pasado la historia cambió: los encargados de migración llegaron junto con un juez y un grupo de policías a la planta a mediodía, y a las seis de la tarde reunieron a todos los empleados chinos en un salón, pero no les explicaron qué sucedía. Entonces las autoridades les dieron dos opciones o se subían a los buses o los policías los subín a la fuerza.
Migración y la Policía Nacional Civil llegaron a solicitud del juez de Paz de Masagua, Edwin Oswaldo Ramírez Ventura, quien atendió una exhibición personal planteada por Jaguar Energy que solicitó verificar el estatus migratorio de los chinos. En el acta de exhibición personal 019-2014 se detalla que los asiáticos solo porta- ban su carné de trabajo y no los pasaportes. El juez les dio una hora para que los abogados de CMNC llevaran la documentación, pero ese plazo no fue cumplido, así que Ramírez Ventura decidió enviarlos al albergue.
Los pasaportes de los chinos se encontraban en las oficinas de CMNC en la Ciudad de Guatemala, puesto que son los garantes de estas personas y cada empleado debía portar una copia autenticada del mismo. El día de la detención era viernes y los abogados no pudieron recorrer en una hora los 70 kilómetros que separan a Guatemala de Masagua.
Representantes del consulado chino -ubicado en Costa Rica- llegaron dos veces a Guatemala para enterarse de la situación. El jefe de comunicación social de la Cancillería de Guatemala, Rafael Amado, asegura que esa delegación diplomática los contactó para solicitar información sobre sus compatriotas.
La vida en el albergue era como una cárcel: en el edificio de tres pisos, todas las ventanas están cubiertas por barrotes y en la terraza hay una malla metálica de casi dos metros rodeada de alambre de púas. En el grupo había sesenta y ocho hombres y once mujeres a quienes colocaron en recintos separados. Cada grupo estuvo en una habitación del tamaño de dos contenedores de carga, un espacio reducido para más de sesenta hombres. Ellos estuvieron hacinados, con acceso restringido a medicamentos, sin suficientes camas para dormir, con colchones no aptos para quienes padecen problemas lumbares.

## Caso Redes
Dados los obvios poderosos intereses económicos detrás de Jaguar Energy y el negocio de su proyecto generador, el descalabro que hubiera significado que la empresa china CMNC se hiciera de los activos de Jaguar Energy fue, quizá, el motivo principal de que la Comisión Internacional contra la Impunidad en Guatemala y el Ministerio Público guatemalteco hayan destapado el Caso Redes.
En la empresa Jaguar Energy, Ernesto Córdova habría solicitado un intermediario para obtener ciertos privilegios y así contacta a Medina Farfán, quien luego habría hablado con Gustavo Martínez, su amigo personal y entonces secretario general de la Presidencia, para que incluyera en la agenda del presidente Pérez Molina una cita con ejecutivos de la entidad comercial.  Martínez gestionó el requerimiento y facilitó que los ejecutivos de Jaguar Energy se reunieran con Pérez Molina, en relación con el proyecto eléctrico para la construcción de la planta eléctrica. En este caso estaría involucrado también el ex viceministro de Energía y Minas, Edwin Rodas Solares. Además Medina Farfán, influye en Martínez para que se pueda incluir por segunda ocasión una cita para abordar un problema entre Jaguar Energy y una empresa china encargada de la construcción del proyecto por la deportación de ciudadanos chinos. Esta reunión con el presidente era vital para Jaguar Energy porque no habían podido cumplir con los términos del contrato con el Estado de Guatemala y negociaron al final una prórroga que les otorgó discrecionalmente Energuate y que libró a la empresa extranjera de la millonaria multa en que incurrió. Además, lograron que la influencia del poder ejecutivo interfiriera para resolver el problema de trabajadores chinos que fueron reprimidos.
Para obtener un beneficio económico se creó un contrato de una consultoría en donde aparece involucrada Karen Paola Cancinos, empleada de una empresa multinacional, quien sería la testaferra y  encargada de cobrar los US$120 mil, para evitar que el soborno fuera directo entre Córdova y Martínez. Cancinos al recibir el pago mensual entre julio de 2014 y enero de 2015, a razón de US$20 mil mensuales, hacia la transferencia a una cuenta bancaria de Martínez, lo cual quedó evidenciado a través de escuchas telefónicas.
Por este caso Medina Farfán se le imputarán los delitos de asociación ilícita, cohecho activo, tráfico de influencias y falsedad ideológica; para Martínez asociación ilícita y tráfico de influencias; para Rodas Solares asociación ilícita; Córdova asociación ilícita; y Cancinos por lavado de dinero.  Ahora bien, este caso en particular tiene implicaciones adicionales porque en Estados Unidos existen leyes severas para aquellas empresas que se cotizan en la bolsa y que recurren a prácticas corruptas en países en desarrollo.
El 16 de julio de 2015 el MP presentó las escuchas telefónicas que revelaron cómo Gustavo Adolfo Martínez Luna y César Medina Farán participaron en una negociación que benefició la construcción de la planta de generación eléctrica Jaguar Energy. Farfán era el mediador entre Ernesto Córdova, representante de Jaguar Energy en Guatemala, con Martínez y Edwin Rodas, entonces viceministro de Energía y Minas.  Martínez incluyó en la agenda del presidente Pérez Molina del 13 de marzo de 2014, una reunión con los empresarios de Jaguar Energy en su despacho para que le detallen cuáles son las razones del atraso en la construcción de la planta debido a unos conflictos entre la firma y la constructora China Machine New Corporation (CMNC); otra cita no se concretó porque el entonces titular de Energía y Minas, Érick Archila -también uno de los propietarios de Canal Antigua y Emisoras Unidas de Guatemala- no presentó un informe.  Según las escuchas, al enterarse de que la empresa china ha solicitado audiencia con el presidente Pérez Molina, el exsecretario de la presidencia confirmó la reunión y agregó: «Siento que alguien se está moviendo para bloquearnos… el abogado que llegó con el magistrado… pero déjemelo a mí, la pelota queda en mi cancha, yo me encargo de bloquear que no tengan capacidad de acción».
En otra interceptación telefónica entre Córdova y Medina Farfán, se evidencia cómo Córdova le solicita que intermedie ante la fiscal general, Thelma Aldana: «fíjese amigo que aquí en Escuintla los fiscales son muy corruptos, por eso nosotros logramos que los casos se lleven en Guatemala… pero por orden de la Fiscal General dice que todos los casos de Jaguar se lleven en Escuintla… la fiscal es amiga de Rodolfo Sosa puede ser que eso les está ayudando, por lo tanto, te pido que nos ayude con una reunión con la Fiscal General», le dice Córdova a Medina por teléfono.
Asimismo, en otra de las 48 escuchas telefónicas, se evidencia que el exministro Mauricio López Bonilla giró las órdenes para que se les otorgue la visa  de trabajo a los chinos, pero el interventor Roca se resiste a entregarles el documento por órdenes de Martínez. Y también salió a luz pública que Jaguar Energy pagó por los favores recibidos, depositando dinero en una cuenta a nombre de Karen Cancinos, tal y como lo acordó su padre Gustavo Cancinos con Medina.

## Posible contaminación del río La Mora
Los comunitarios de la aldea San Miguel Las Flores, contigua a la Finca del Arco, propiedad de Jaguar Energy y donde se localiza la planta eléctrica, sostienen que durante la semana del 10 de julio de 2015 comenzaron a observar gran mortandad de peces y acusan a la empresa eléctrica de haber lavado sus calderas y lanzar los residuos al afluente de forma directa. Los pobladores indicaron que entre las especies afectadas se encuentran la mojarra, el bagre, el caracol, el camarón y el cangrejo especies importantes para el consumo de sus habitantes y que generan empleo a los pescadores del lugar.
La denuncia de los comunitarios provocó la intervención del Ministerio Público; en un comunicado del 13 de julio, el MP indicó que personal de la Fiscalía del Medio Ambiente realizó un allanamiento en las instalaciones de la empresa Jaguar Energy, donde los fiscales tomaron muestras de agua del río La Mora, tras inspeccionar el área e indicaron que el 14 de julio se reunirían con personal de la empresa señalada. Durante la diligencia practicada por el MP, los fiscales de Delitos contra el Ambiente, obtuvieron muestras del desfogue de la planta de la empresa que desemboca en el río, las cuales fueron enviadas al Instituto Nacional de Ciencias Forenses (INACIF) para determinar si hay algún componente relacionado con químicos y contaminantes. La fiscalía también recolectó agua del río La Mora, la cual también fue remitida al INACIF para el análisis correspondiente.

### Estudio de impacto ambiental de Jaguar Energy
Ahora bien, Jaguar Energy realizó un Estudio de Impacto Ambiental el cual fue aprobado el 17 de octubre de 2008, tres meses después de su presentación, ya que era un requisito para que el proyecto fuera autorizado por la Comisión Nacional de Energía Eléctrica (CNEE) y el Ministerio de Energía y Minas (MEM).  El EIA aprobado también era un requisito fundamental para la aprobación del crédito sindicado para financiar la construcción de la planta, al menos, lo requería el Banco Centroamericano de Integración Económica (BCIE);  en el dictamen del BCIE de enero de 2010, se indica que «la empresa desarrolladora del Proyecto de generación eléctrica Jaguar realizó un estudio de impacto ambiental, el cual fue aprobado por el Ministerio de Ambiente y Recursos Naturales que constituye la Autorización Ambiental del Proyecto, en donde JEG se ha comprometido a cumplir la legislación local y regulación internacional».
El estudio indica que los sólidos serán dispuestos a través de dos purgas de agua, enviadas a la quebrada La Mora, luego de su tratamiento respectivo.  De acuerdo con lo descrito por el EIA, hay un reconocimiento de la importancia del río La Mora para la población, pero al mismo tiempo se establece que será el afluente donde se desecharán las aguas residuales. Si bien habla de «aguas tratadas», no queda claro qué significa ese término y cuánta contaminación llevarán consigo.

## Literatura recomendada
- El rol de Gustavo Martínez en la retención de los 78 chinos
- ElPeriódico (9 de julio de 2015). «Yerno de Pérez Molina es involucrado en supertráfico de influencias». ElPeriódico (Guatemala). Archivado desde el original el 10 de julio de 2015. Consultado el 9 de julio de 2015.
- Véliz, Rodrigo (27 de agosto de 2015). «OPM, el número 1, está involucrado en otro caso de sobornos». Nomada. Guatemala. Archivado desde el original el 31 de mayo de 2016. Consultado el 27 de agosto de 2015.